# البلد (بني مطر)

تعديل مصدري - تعديل

البلد هي إحدى قرى عزلة جبل النبي شعيب بمديرية بني مطر التابعة لمحافظة صنعاء، بلغ تعداد سكانها 317 نسمة حسب تعداد اليمن لعام 2004.